# Байройтське князівство
Байройтське князівство (нім. Fürstentum Bayreuth) або Браденбург-Байройтське маркграфство (нім. Markgraftum Brandenburg-Bayreuth) — імперське князівство в Священній Римській імперії з центром у франконському місті Байройт. До перенесення столиці в 1604 році з Кульмбаха в Байройт, ця держава була також відома як Кульмбаське князівство (нім. Fürstentum Kulmbach) або Бранденбург-Кульмбаське князівство. Князівство управлялось представниками дому Гогенцолернів, що носили титул маркграфів Бранденбурзьких, через що князівство було маркграфством.

## Історія
Князівство засноване 21 січня 1398 року після смерті бургграфа Нюрнбергу Фрідріха V, коли його землі розділили два його сини. Молодший син, Фрідріх, отримав Ансбаське князівство, а старший, Іоганн, отримав Байройт. Після смерті Іоганна 11 червня 1420 року два князівства знову об'єднані Фрідріхом, який на той час вже став курфюрстом Бранденбургу, прийнявши титул Фрідріха I.
Після смерті Фрідріха I 21 вересня 1440 року володіння розділені його сини: Іоганн I Алхімік отримав Байройтське князівство (Бранденбург-Кульмбах), Фрідріх — Бранденбурзьке маркграфство, а Альбрехт-Ахіл — Ансбаське князівство.
Іоган Алхімік відмовився від своїх прав в 1457 році, після чого Байройтське князівство перейшло у володіння його братові, Альбрехтові-Ахілові, маркграфу Бранденбурзькому. Згодом Ансбах управлявся молодшою лінією дому Гогенцолернів, і його правителі зазвичай називалися маркграфами Бранденбург-Байройтськими (попри те, що Байройт знаходиться досить далеко від Бранденбургу).
У 1655 р. Байройтське князівство розділене на Бранденбург-Байройтське і Бранденбург-Кульмбаське князівства, однак ці території знову об'єднано в 1726 р. після смерті Георга Вільгельма Бранденбург-Байройтського, котрий не залишив законних спадкоємців. Династична лінія Бранденбург-Байройту обірвалася 20 січня 1769 р. зі смертю маркграфа Фрідріха Християна, і Байройт перейшов Карлу Олександру.
2 грудня 1791 року Карл Олександр підписав договір з королем Пруссії Фрідріхом Вільгельмом II, за яким він поступився своїми князівствами прусській державі за довічну ренту. Він одружився зі світською левицею Єлизаветою Крейвен та переїхав до Англії, тоді як Байройтом та Ансбахом керував прусський міністр Карл Август фон Гарденберг.
Окупована французькими військами під час війни Четвертої коаліції, Пруссія змушено поступилася Байройтом за Тільзитським договором 1807 року. На Ерфуртському конгресі 1808 року французький імператор Наполеон запропонував Байройт на продаж новоствореному Королівству Баварія; в 1810 році Байройт змінив власника за 15 мільйонів франків.

## Маркграфи
- 1398: Іоган III
- 1420: Фрідріх I
- 1440: Іоган Алхімік
- 1457: Альбрехт I Ахіл
- 1486: Зігмунд
- 1495: Фрідріх II
- 1515: Казимир
- 1527: Альбрехт II Алківіад
- 1553: Георг Фрідріх
- 1603: Християн
- 1655: Християн Ернст
- 1712: Георг Вільгельм
- 1726: Георг Фрідріх Карл
- 1735: Фрідріх III
- 1763: Фрідріх Християн
- 1769: Карл Олександр